# Блинова, Ольга Иосифовна
О́льга Ио́сифовна Блино́ва (урождённая Лейтан; 7 ноября 1930 — 2 июля 2020) — советский и российский лингвист, доктор филологических наук (1975), профессор кафедры русского языка Томского государственного университета. Заслуженный деятель науки Российской Федерации (1995), лауреат Государственной премии РФ в области науки и техники (1997).

## Биография
Родилась в селе Бороковка (на территории современного Тяжинского района Кемеровской области) в семье партийного и издательского работника Иосифа Игнатьевича Лейтана (1890—1970), заместителя директора издательства «Омская правда», и домохозяйки Филиции (Фелитии) Викентьевны (в девичестве Лудзиш, 1898—1979). Братья: Иван, Иосиф и Михаил.
Училась попеременно в Омске, Кемерове, Ленинске-Кузнецком. В 1948 году окончила с серебряной медалью среднюю школу в Ленинске-Кузнецком. В 1953 году окончила Томский университет по специальности «русский язык и литература».
29 апреля 1962 года в объединённом совете по защите диссертаций по историческим, филологическим и философским наукам при ТГУ защитила диссертацию «Производственно-промысловая лексика старожильческого говора с. Вершинино Томского района Томской области» (официальные оппоненты А. П. Дульзон и Э. Ф. Молина; утверждена ВАК 18 сентября 1963).
31 марта 1975 года в спецсовете Саратовского университета защитила докторскую диссертацию «Проблемы диалектной лексикологии» (официальные оппоненты Н. И. Толстой, Ф. П. Сороколетов и Л. И. Баранникова; утверждена ВАК 26 марта 1976)
Первый муж — историк Н. В. Блинов (1929—2015); дети: биолог Владимир (род. 1953) и журналист Ольга (род. 1955). Второй муж — философ Александр Аркадьевич Белобородов (1930—1998).

## Работы
- Производственная лексика старожильческого говора села Вершинино Томского района Томской области // Доклады VII научной конференции ТГУ. Томск, 1957. Вып. 1;
- Лексика луговодства старожильческого говора села Вершинино Томской области // Ученые записки ТГУ. 1960. Т. 35;
- Лексико-фонетическое варьирование слова в диалектах // Вопросы языкознания и сибирской диалектологии. Томск, 1966. Вып. 1;
- В соавторстве с В. В. Палагиной, Ф. П. Ивановой. Вопросник для собирания лексики сибирских говоров: методическое пособие для студентов по диалектологической практике. Новосибирск, 1967;
- Лексико-фонетические варианты слова в говорах Сибири (XIX — начало XX в.) // Вопросы языкознания и сибирской диалектологии. Томск, 1971. Вып. 2;
- Лексическая мотивированность и некоторые проблемы региональной лексикологии // Вопросы изучения лексики русских народных говоров: Диалектная лексика. Л., 1972;
- В соавторстве с М. Н. Янценецкой, С. И. Ольгович, В. В. Палагиной. Опыт обратного диалектного словаря. Томск, 1973;
- В соавторстве с Г. М. Чигрик и другими. Словарь русских старожильческих говоров средней части бассейна р. Оби: Дополнения / Ред. О. И. Блинова, В. В. Палагина. Томск, 1975. Ч. 1;
- В соавторстве с Г. М. Чигрик и другими. Словарь русских старожильческих говоров средней части бассейна р. Оби: Дополнения / Ред. О. И. Блинова, В. В. Палагина. Томск, 1975. Ч. 2;
- В соавторстве с В. В. Палагиной. Лексика и фразеология говоров среднего Прииртышья // Вопросы русского языка и его говоров. Томск, 1977;
- В соавторстве с М. Н. Янценецкой и другими. Обратный словарь среднеобских говоров // Диалектное словообразование: Очерки и материалы. Томск, 1979;
- В соавторстве с В. В. Палагиной и другими. Краткий среднеобский словарь // Диалектное словообразование: Очерки и материалы. Томск, 1979;
- Термин и его мотивированность // Терминология и культура речи. М., 1981;
- Носители диалекта о своем диалекте: (Об одном из источников лексикологического исследования) // Сибирские русские говоры. Томск, 1984;
- Русские говоры Среднего Приобья. Томск, 1984. Ч. 1;
- Русские говоры Среднего Приобья. Томск, 1989. Ч. 2;
- Языковое сознание и вопросы теории мотивации // Язык и личность. М., 1989;
- Номинация и мотивация // Диалектное слово в лексико-системном аспекте. Л., 1989;
- Внутренняя форма слова и её функции // Русистика сегодня. М., 1995;
- Способы отражения народной духовной культуры в обл. словаре // Культура Отечества: прошлое, настоящее, будущее. Томск, 1995. Вып. 4;
- Лексико-семантическая категория и свойство слова // Русские говоры Сибири: Семантика. Томск, 1995;
- Вершининский словарь. Томск, 1998. Том 1, Том 2, Том 3, Том 4, Том 5, Том 6, Том 7;
- Мотивология и ее аспекты. Томск, 2007;
- Лаборатория общей и сибирской лексикографии при Томском государственном университете итоги 2003—2007 гг. // Вестник Томского государственного университета. Филология. 2008. № 1(2). С. 111—115.;
- Совместно с Демешкина Т. А. Томская лексикографическая школа начала XXI в. (2002—2012 гг.) // Вопросы лексикографии. 2012. № 1.
- К историографии типов мотивационных словарей // Вопросы лексикографии. 2012. № 2.
- Мотивационная триада как комплексная категориальная единица метаязыка и текста // Вестник Томского государственного университета. Филология. 2013. № 3 (23). С. 5-10. URL: ;
- Виктор Астафьев о слове и словарях // Вопросы лексикографии. 2014. № 1. (5).
- Проект «Словаря русских старожильческих говоров Среднего Приобья» // Вестник Томского государственного университета. Филология. 2014. № 4 (30). С. 17-26.